# Peterskirche (Heidelberg)
La Peterskirche è la chiesa più antica del centro storico di Heidelberg. Fin dal tardo Medioevo fu la cappella universitaria dell'Università di Heidelberg. È una chiesa universitaria dal 1896.

## Storia

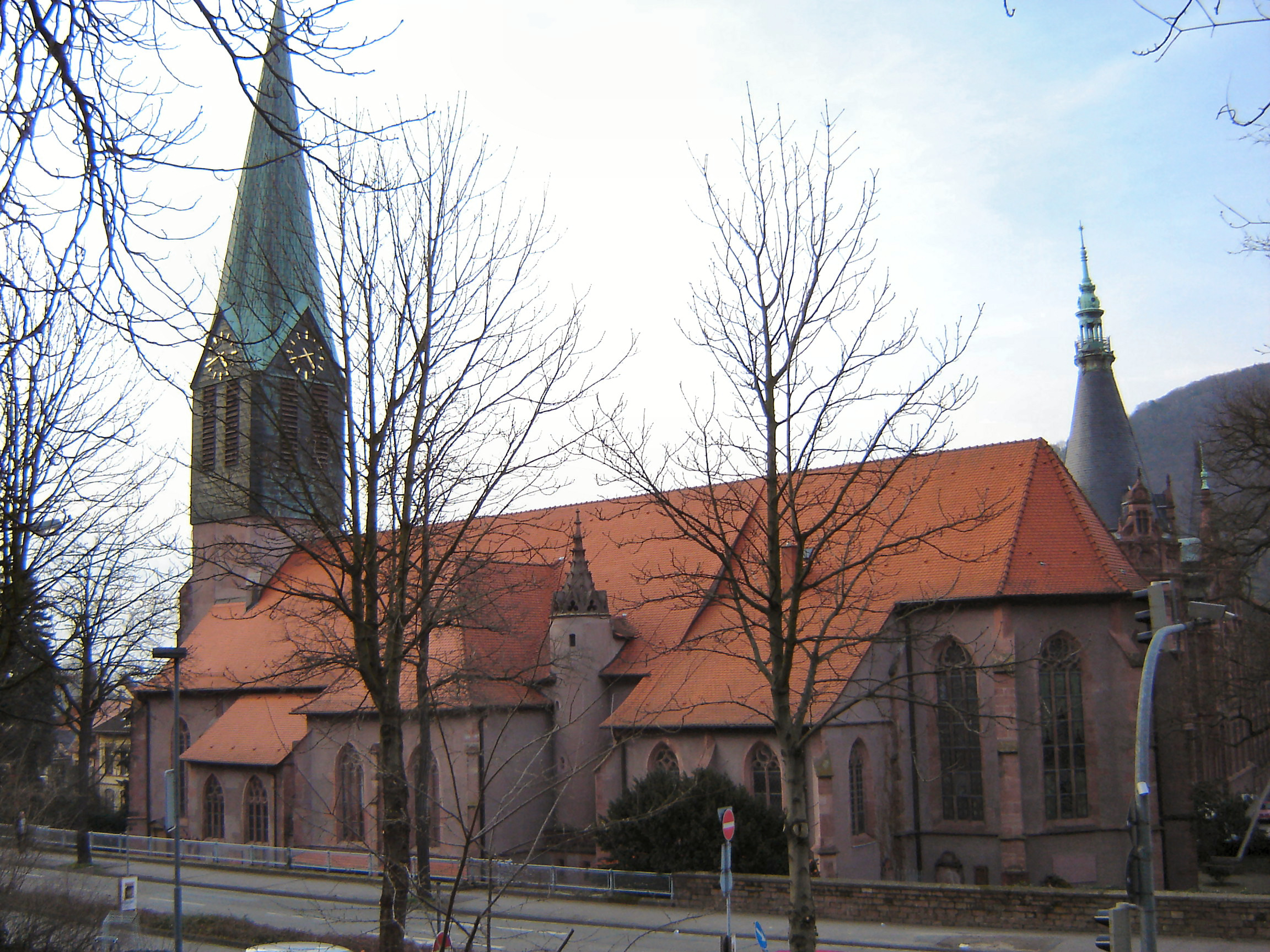
La Peterskirche

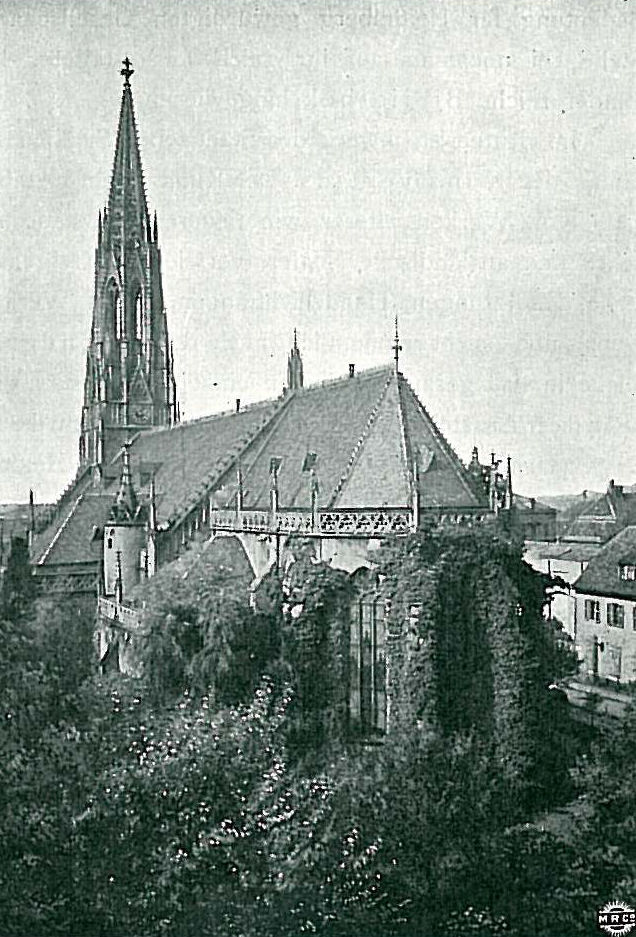
Peterskirche con la sua torre neogotica originale, fotografia del 1896

La Peterskirche esisteva già nel XII secolo, quindi è persino più antica della stessa città di Heidelberg. È stata documentata per la prima volta nel 1196. Venne donata dalla diocesi di Worms quando l'area su cui si trova Heidelberg era ancora in suo possesso. Il nome della chiesa indica già il suo legame con la cattedrale di Worms, che è sotto il patrocinio di San Pietro. Nel 1225 l'area fu data in feudo al Conte palatino e venne fondata Heidelberg.
Dal 1400 la Peterskirche di Heidelberg, insieme alle parrocchie di St. Laurentius ad Altdorf bei Nürnberg e St. Jakob a Lauda apparteneva alle tre parrocchie proprie dell'Università di Heidelberg, che erano state sottratte al vescovi diocesani responsabili ed erano direttamente subordinate al papa. La Santa Sede affidò l'amministrazione di queste parrocchie al decano del monastero di Neustadt, Heilmann von Wattenheim († 1411), che salì così al rango di arcidiacono pontificio. Il patronato universitario sulle tre chiese rimase fino all'introduzione della Riforma e poi la chiesa divenne protestante. Dopo la presa di Heidelberg da parte dell'elettore Massimiliano I di Baviera il domenicano Johann Andreas Coppenstein († 1638) officiò qui tra il 1624 e il 1630 come pastore cattolico. Era un noto scrittore di teologia e avrebbe dovuto riorganizzare il cattolicesimo.

## Utilizzo

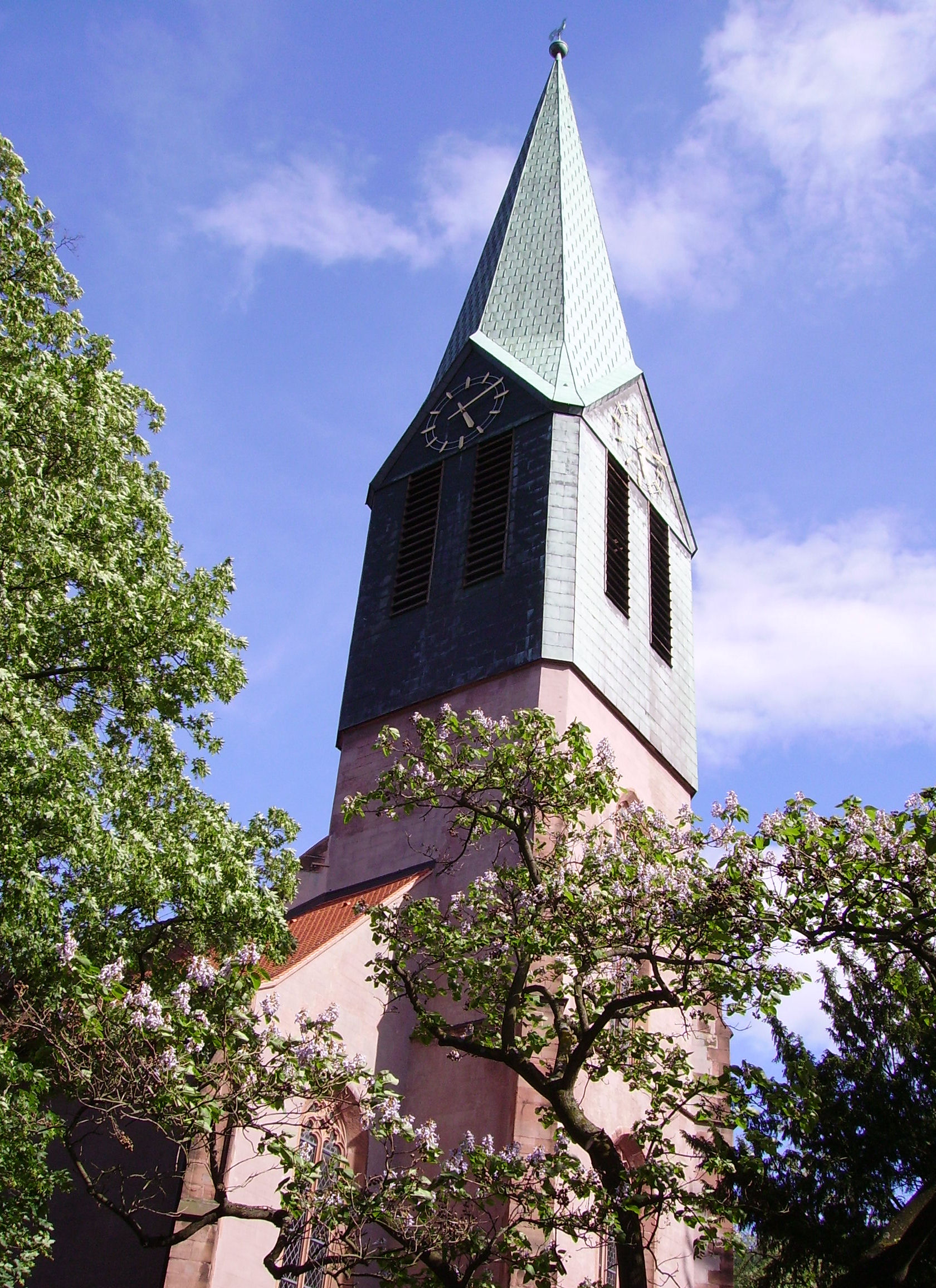
Campanile della chiesa della Peterskirche

La Peterskirche fu la chiesa parrocchiale della città di Heidelberg fino alla costruzione della più grande Heiliggeistkirche nel XIV secolo. È di proprietà della Fondazione Evangelica Care Schönau. La chiesa non è assegnata alla parrocchia, ma è, in virtù del trattato del 1896, dell'Università di Heidelberg.
Numerosi professori furono sepolti nella chiesa, tra cui Marsilius von Inghen, il rettore fondatore dell'Università di Heidelberg anche se la sua tomba oggi non è più conservata. In occasione del 500º anniversario dell'università, nella cappella laterale dell'università è stata posta una targa per Marsilio. Sulle pareti interne ed esterne della chiesa ci sono un totale di circa 150 epitaffi di professori universitari e cortigiani elettorali. Una targa d'onore nella cappella laterale sud ricorda la poetessa e umanista Olimpia Fulvia Morata. Il sagrato della chiesa, parzialmente conservato, era il cimitero principale del quartiere del castello e della città, situato al di fuori delle mura cittadine. All'esterno sudorientale si trova la targa commemorativa dell'università per le vittime della guerra e della tirannia. Vi è conservata anche la lapide dell'imprenditore tessile svizzero Hans Jacob Rieter, picchiato a morte durante una rapina dalla banda Hölzerlips nel 1811.
Oltre ai numerosi concerti, qui si celebrano le funzioni universitarie protestanti la domenica e nei giorni festivi. La liturgia e il servizio di predicazione sono svolti dai membri della Facoltà teologica di Heidelberg e dai pastori della Congregazione studentesca evangelica (ESG).
La chiesa è aperta anche nei giorni feriali da aprile a ottobre (dal lunedì al venerdì dalle 11:00 alle 17:00, il sabato dalle 11:00 alle 13:45).

## Lavori di costruzione e design artistico
Non si sa come fosse la Peterskirche nel suo stato di costruzione originale. Nel 1485-1496 fu ricostruita in stile tardo gotico e notevolmente ampliata. Il 16 marzo 1485 venne posata la prima pietra del nuovo edificio da Alexander Bellendörfer († 1512), cancelliere e protonotario dell'Elettore palatino, il cui epitaffio vi è anche conservato. Mentre mancano in gran parte reperti degli edifici precedenti, tardo romanici e alto gotici, le dimensioni dell'edificio tardo gotico (pareti di chiusura del coro e della navata) corrispondono essenzialmente alla chiesa attuale. Nel 1496 furono aggiunte due cappelle alla navata sui lati nord e sud. La sacrestia sul lato sud è stata costruita poco dopo.
Dopo che la città fu distrutta, nel 1689/1693, della Peterskirche era rimasto un moncone di torre. Grazie a un nuovo concetto di spazio, l'interno è stato trasformato in una chiesa barocca a croce latina. Dopo l'Unione di Baden delle Chiese luterane e riformate (1821), la Peterskirke perse la sua importanza.
Dal 1864 al 1870, grazie al sostegno dell'università e con i fondi che la chiesa aveva ricevuto dalla vendita dei terreni per la costruzione della ferrovia dell'Odenwald (1859/60), fu generosamente trasformata in una chiesa a tre navate e ricostruita nello stile neogotico prevalente all'epoca. Da allora sono rimasti nel loro stato medievale solo il coro, l'antica sacrestia e la cappella universitaria. Nel 1883, in occasione del 400º compleanno di Martin Lutero è stata piantata, la quercia di Lutero sul lato est della chiesa in suo onore. Per il giubileo universitario del 1884, il campanile della chiesa fu adattato a quello della Cattedrale di Friburgo in Brisgovia. Tuttavia, per proteggere la guglia in filigrana dagli agenti atmosferici, è stata recentemente nascosta dietro un tetto di rame.
Nel 2004/2005 ha avuto luogo un'ampia ristrutturazione interna, a seguito della quale sono stati aggiunti nuovi pezzi principali (altare, leggio, fonte battesimale, portacero pasquale) e una croce autoportante nel coro, che l'artista Matthias Eder ha realizzato in acciaio Corten. Nel luglio 2006 sono state installate quattro nuove finestre dell'artista del vetro Johannes Schreiter. Ci sono tre finestre nella cappella laterale sud, la “Cappella Universitaria”, che rappresentano “Incontro”, “Resurrezione” e “Persecuzione”. Nella cappella laterale nord, che funge da sala di preghiera e meditazione, si trova la vetrata "Pace". Nel marzo 2008, vi è stata installata una moderna scultura di Cristo dell'artista coreano Lee Choon-Mann, che invita alla meditazione e alla preghiera.
I progetti di Johannes Schreiter per cinque finestre nella navata erano già disponibili dal gennaio 2010. Le tre grandi finestre gotiche tematizzano “Spirito Santo” e “Battesimo” sul lato nord e “Gerusalemme celeste” sul lato sud. Due finestre più piccole creano il tema "Parola" e "Sacramento". Queste cinque finestre sono state installate tra novembre 2010 e luglio 2012, completando l'attuale ciclo di nove finestre.